# Eshonkul Ismoilov
Eshonkul Ismoilov, Iszankuł Ismaiłow (ros. Ишанкул Исмаилов, ur. 1 marca 1902 w kiszłaku Turk w powiecie dżyzackim w obwodzie samarkandzkim (obecnie w rejonie galliaaralskim w wilajecie dżyzackim), zm. 20 lipca 1990 w kiszłaku Turk) – radziecki żołnierz, czerwonoarmista, Bohater Związku Radzieckiego (1945).

## Życiorys
Urodził się w uzbeckiej rodzinie chłopskiej. Skończył niepełną szkołę średnią, pracował w gospodarstwie rolnym w rodzinnej wsi, od 1930 kierował fermą w kołchozie im. Marksa w miejscowości Turk. W październiku 1942 został powołany do Armii Czerwonej w Środkowoazjatyckim Okręgu Wojskowym, od lutego 1943 uczestniczył w wojnie z Niemcami. Walczył w 74 Gwardyjskiej Dywizji Piechoty na Froncie Południowo-Zachodnim, od października 1943 3 Ukraińskim, a od lipca 1944 1 Ukraińskim. Brał udział w bitwie o Dniepr, operacji bieriezniegowato-snigiriowskiej, odeskiej i białoruskiej, 17 grudnia 1943 i 3 marca 1944 został ranny. Jako żołnierz 240 gwardyjskiego pułku piechoty 74 Gwardyjskiej Dywizji Piechoty 29 Gwardyjskiego Korpusu Piechoty 8 Gwardyjskiej Armii wyróżnił się w walkach o Poznań w końcu stycznia 1945. Działając w grupach szturmowych, walczył na najcięższych odcinkach, eliminując punkty oporu wroga, dając osobisty przykład i porywając tym za sobą żołnierzy. Gdy podczas ataku na jeden z punktów oporu wroga natarcie radzieckich żołnierzy zostało opóźnione przez ostrzał z niemieckiego cekaemu z dobrze przygotowanej pozycji, Ismoilov przedostał się w ukryciu między budynkami, podchodząc blisko do stanowiska wroga, i granatem unicestwił działon cekaemu. Następnie wziął zdobyczny niemiecki karabin maszynowy, przedostał się z nim na flankę wroga i rozpoczął ostrzał, umożliwiając zajęcie niemieckiego szpitala wojskowego. Później brał udział w zdobywaniu zakładu budowy parowozów. Zgłosił się na ochotnika do wykonania zadania zniszczenia niemieckiego działa przeciwlotniczego ukrytego w podziemnym pomieszczeniu i strzelającego przez ambrazurę. Wraz z dwoma żołnierzami zdołał unieszkodliwić działo. 29 stycznia 1945 podczas odpierania niemieckiego kontrataku został ranny, jednak nie zaprzestał walki. Po wojnie został zdemobilizowany. Po powrocie w rodzinne strony pracował w kołchozie jako brygadzista, kierownik fermy, kierownik magazynu, zastępca przewodniczącego i następnie przewodniczący kołchozu. W 1950 został członkiem WKP(b).

## Odznaczenia
- Złota Gwiazda Bohatera Związku Radzieckiego (31 maja 1945)
- Order Lenina (31 maja 1945)
- Order Wojny Ojczyźnianej I klasy (11 marca 1985)

I medale.